# Miya jezik
Miya jezik (ISO 639-3: mkf; miyawa, muya), jedan od afrazijskih jezika zapadnočadske uže skupine B.2. sjevernih bauchi jezika, kojim govori oko 30 000 ljudi (1995 CAPRO) u državi Bauchi, Grad Miya, i neka okolna farmerska sela (LGA Ganjuwa).
Dijalekti su mu gala, faishang, fursum, demshin i federe. U upotrebi je i jezik hausa [hau].

## Vanjske poveznice
- Ethnologue (14th)
- Ethnologue (15th)